# حسين دوغان
حسين دوغان (بالهولندية: Huseyin Dogan)‏ هو لاعب كرة قدم هولندي في مركز الوسط، ولد في 22 يناير 1994 في لاهاي في هولندا. شارك مع منتخب هولندا تحت 19 سنة لكرة القدم. أما مع النوادي، فقد لعب مع سبارتا روتردام.

## وصلات خارجية
- حسين دوغان على موقع قاعدة بيانات كرة القدم.إي يو (الإنجليزية)
- حسين دوغان على موقع Soccerway.com (الإنجليزية)
- حسين دوغان على موقع عالم كرة القدم.نت (الإنجليزية)